# فهرست پرچم‌داران کاروان ایران در بازی‌های آسیایی
در مراسم افتتاحیه بازی‌های آسیایی، کاروان کشورهای شرکت‌کننده در بازی‌ها در پس پرچم‌دار کشور خود رژه می‌روند. این فهرست دربردارندهٔ کسانی است که پرچم ایران را در پیش‌روی کاروان ایران در بازی‌های آسیایی حمل کرده‌اند.

## فهرست
| ردیف | المپیک                                  | پرچم‌دار                                 | رشته                                    |
| ---- | --------------------------------------- | --------------------------------------- | --------------------------------------- |
| ۱    | ۱۹۵۱ دهلی‌نو                             | محمود نامجو                             | وزنه‌برداری                              |
| —    | ایران در بازی‌های ۱۹۵۴ مانیل شرکت نکرد   | ایران در بازی‌های ۱۹۵۴ مانیل شرکت نکرد   | ایران در بازی‌های ۱۹۵۴ مانیل شرکت نکرد   |
| ۲    | ۱۹۵۸ توکیو                              | محمود نامجو                             | وزنه‌برداری                              |
| —    | ایران در بازی‌های ۱۹۶۲ جاکارتا شرکت نکرد | ایران در بازی‌های ۱۹۶۲ جاکارتا شرکت نکرد | ایران در بازی‌های ۱۹۶۲ جاکارتا شرکت نکرد |
| ۳    | ۱۹۶۶ بانکوک                             | منصور مهدی‌زاده                          | کشتی آزاد                               |
| ۴    | ۱۹۷۰ بانکوک                             | عبدالله موحد                            | کشتی آزاد                               |
| ۵    | ۱۹۷۴ تهران                              | مسلم اسکندر فیلابی                      | کشتی آزاد                               |
| —    | ایران در بازی‌های ۱۹۷۸ بانکوک شرکت نکرد  | ایران در بازی‌های ۱۹۷۸ بانکوک شرکت نکرد  | ایران در بازی‌های ۱۹۷۸ بانکوک شرکت نکرد  |
| ۶    | ۱۹۸۲ دهلی‌نو                             | رضا سوخته‌سرایی                          | کشتی آزاد                               |
| ۷    | ۱۹۸۶ سئول                               | رضا سوخته‌سرایی                          | کشتی آزاد                               |
| ۸    | ۱۹۹۰ پکن                                | رضا سوخته‌سرایی                          | کشتی آزاد                               |
| ۹    | ۱۹۹۴ هیروشیما                           | امیررضا خادم                            | کشتی آزاد                               |
| ۱۰   | ۱۹۹۸ بانکوک                             | آرش میراسماعیلی                         | جودو                                    |
| ۱۱   | ۲۰۰۲ پوسان                              | علی دایی                                | فوتبال                                  |
| ۱۲   | ۲۰۰۶ دوحه                               | حسین رضازاده                            | وزنه‌برداری                              |
| ۱۳   | ۲۰۱۰ گوانگ‌ژو                            | صمد نیکخواه بهرامی                      | بسکتبال                                 |
| ۱۴   | ۲۰۱۴ اینچون                             | بهداد سلیمی                             | وزنه‌برداری                              |
| ۱۵   | ۲۰۱۸ جاکارتا                            | الهه احمدی                              | تیراندازی                               |